# Ernest Coquebert de Montbret

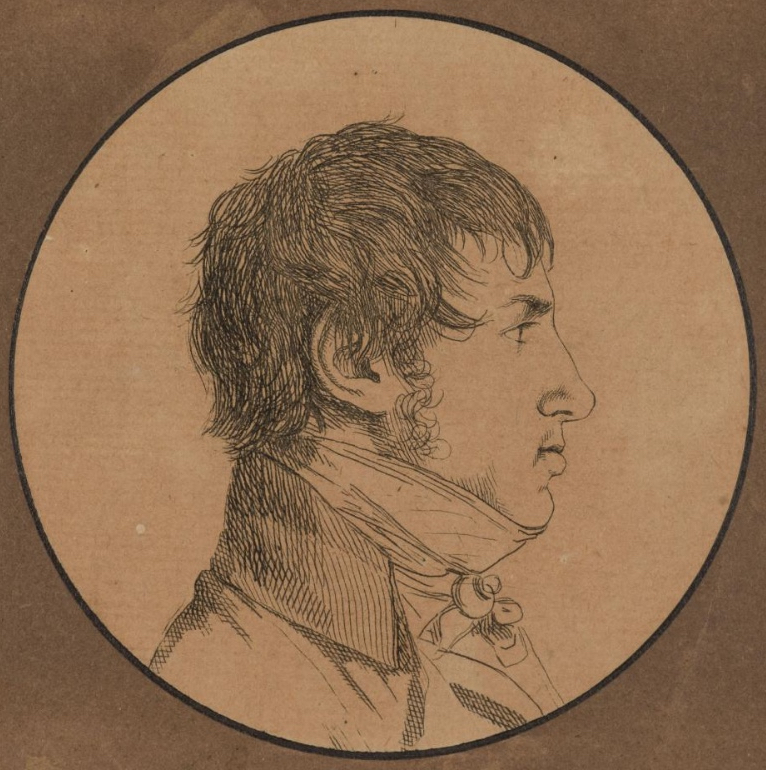

Antoine François Ernest Coquebert de Montbret (* 31. Januar 1780 oder 1781 in Hamburg; † 7. April 1801 in Kairo) war ein französischer Botaniker.

## Leben
Coquebert de Montbret war ein Sohn des französischen Diplomaten in Hamburg Charles Coquebert de Montbret (1755–1831).
Auf Wunsch seines Vaters berief ihn das Direktorium im März 1798 in die Commission des sciences et des arts. Als Mitglied dieser Kommission begleitete Coquebert de Montbret Napoleon Bonaparte auf dessen Invasion nach Ägypten.
Coquebert de Montbret unternahm einige Reisen durch Ägypten, auf denen er die örtliche Flora untersuchte. Mit Wirkung vom 8. September 1800 wurde er zum Bibliothekar des Institut d’Égypte in Kairo bestimmt, dieses Amt gab er aber bereits am 20. Februar 1801 wieder zurück, um sich intensiver der ägyptischen Flora widmen zu können. Einige seiner zum ersten Mal wissenschaftlich beschriebenen Pflanzen wurden in die Description de l’Égypte aufgenommen.
Mit 20 oder 21 Jahren starb Ernest Coquebert de Montbret in Kairo an der Pest.

## Ehrungen
Die Pflanzengattungen der Montbretien (Montbretia DC.; heute Synonym von Crocosmia Planch.) und Montbretiopsis L.Bolus aus der Familie der Schwertliliengewächse (Iridaceae) wurden nach ihm benannt. Die Gattung Coquebertia Brongn. aus der Familie der Hülsenfrüchtler (Fabaceae) ehrt alle Vertreter dieser Naturwissenschaftler-Familie: der Vater Charles Étienne Coquebert de Montbret (1755–1831), dessen Söhne Antoine François Ernest Coquebert de Montbret, sein Bruder Eugène Barthélémy Coquebert de Montbret (1785–1847) und sein Onkel Anton (Antoine) Coquebert de Montbret (1753–1828) sowie dessen Sohn Gustav Coquebert de Montbret (1804–1836 oder 1805–1837), der ebenfalls botanisch tätig war und öfters mit Ernest verwechselt wird.